# 大田区立仲六郷小学校
大田区立仲六郷小学校（おおたくりつ なかろくごうしょうがっこう）は、東京都大田区仲六郷にある区立の小学校。校庭がゴムで舗装されている。

## 概要
1957年11月1日に、大田区立西六郷小学校、大田区立新宿小学校から独立校として開校。かつては町工場の密集していた地域だが現在は閑静な住宅街の中にある。

## 沿革
- 1957年（昭和32年）11月1日 - 大田区仲六郷1丁目12番地に開校。「東京都大田区立仲六郷小学校」と校名を定め、この日を開校記念日と定めた。
- 1958年（昭和33年）2月4日 - 校章制定。
- 1959年（昭和34年）1月20日 - 校歌制定。
- 1962年（昭和37年）5月21日 - 防音塀完成。
- 1968年（昭和43年）11月1日 - 鉄筋校舎改築工事始まる。
- 1986年（昭和61年）
  - 3月31日 - 体育館・プール改築。
  - 6月16日 - 校庭改修（ウオークトップの全天候型）。
- 1987年（昭和62年）10月24日 - 開校30周年記念式典挙行。
- 1988年（昭和63年）
  - 3月31日 - オープンルーム改修。
  - 7月15日 - 放送室・視聴覚室改修。
  - 10月 - 給食調理室ドライ方式に改修。
- 1990年（平成2年）10月 - 東京都学校給食会より「東京都学校給食優良校」受賞
- 1992年（平成4年）3月31日 - 職員室・音楽室冷房工事完了。
- 1997年（平成9年）10月18日 - 開校40周年記念式典挙行。
- 1999年（平成11年）1月27日 - 校舎耐震補強工事完了。
- 2001年（平成13年）9月 - コンピュータ増設し、インターネット導入。
- 2002年（平成14年）
  - 2月 - 学校ホームページ開設。
  - 10月 - 開校45周年記念集会開催。
- 2003年（平成15年）5月 - 算数少人数指導及びALTによる外国語活動始まる。
- 2006年（平成18年）4月 - 普通教室の冷房工事完了。
- 2007年（平成19年）
  - 3月 - 特別教室の冷房工事完了。
  - 10月13日 - 開校50周年記念児童集会開催。
  - 10月27日 - 開校50周年記念式典挙行。
- 2010年（平成22年）2月 - 校庭（全天候型）塗装工事。
- 2011年（平成23年）7月 - プール移設に伴う新校舎改築工事始まる。
- 2013年（平成25年）
  - 3月 - 新校舎・屋上可動式プール完成。
  - 4月1日 - スクールサポート仲六（学校支援地域本部）開設。
  - 9月 - 一部人工芝・全天候型校庭完成。
- 2016年（平成28年）
  - 3月31日 - 高架下ひろば（第二校庭）完成。
  - 4月1日 - サポートルーム（特別支援教室）開設。
- 2017年（平成29年）
  - 9月 - 普通教室に電子黒板設置。
  - 9月16日 - 開校60周年記念祝賀パレード（児童集会）開催。
  - 10月28日 - 開校60周年記念祝賀式典挙行。
  - 11月 - タブレットを活用した授業始まる。

## 教育目標
- 仲よくする子
- 考える子
- 心豊かな子
- 働く子

## 学区
- 仲六郷1丁目・仲六郷2丁目[1]

## 所在地
東京都大田区仲六郷1丁目26-1

## 交通アクセス
- 京浜急行バス
  - 「東六郷1丁目」バス停から、徒歩280m・約5分。
  - 「蒲田本町」バス停から、徒歩約350m・約6分。
- 京浜急行電鉄本線雑色駅から、徒歩約435m・約7分。

## 進学先中学校
いずれも公立学校に進学する場合の主な進学先
- 大田区立志茂田中学校 - 仲六郷1丁目から通う児童の進学先中学校[2]
- 大田区立六郷中学校 - 仲六郷2丁目から通う児童の進学先中学校[2]

## 出身者
- 柴田元幸